# Flottazione

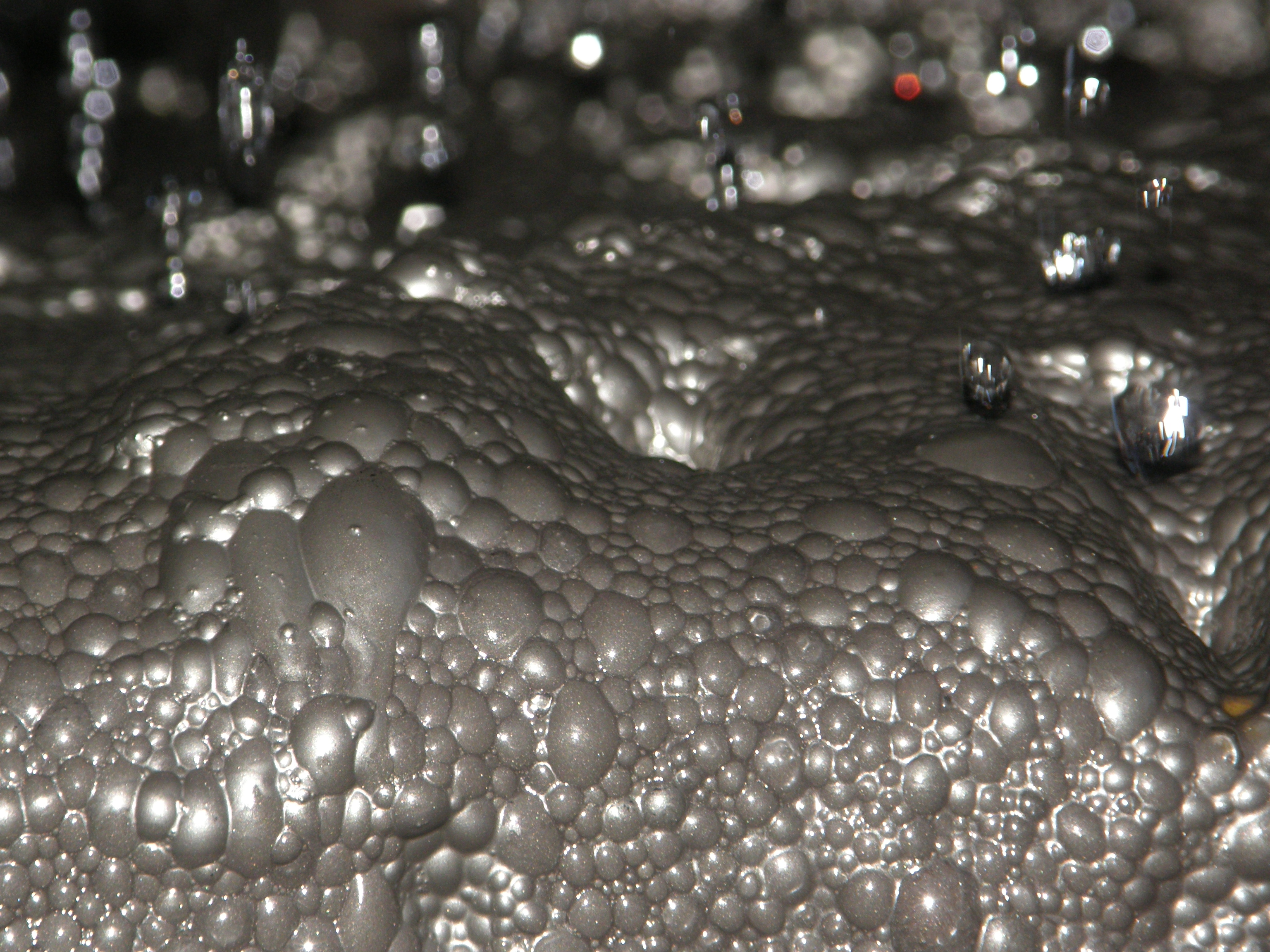
Schiuma contenente solfuro di rame prodotta durante un processo di flottazione.

La flottazione (o flottaggio) è una particolare operazione unitaria che consiste nell'insufflare un gas (in genere aria) all'interno di una vasca agitata (detta "cella di flottazione") dove è presente un liquido (in genere acqua) e uno o più componenti solidi in sospensione.
In tal modo i componenti che hanno maggiore affinità con il gas (aerofili) sono trascinati verso il pelo libero della vasca dalle bolle di gas (dando formazione ad una schiuma avente densità minore rispetto al liquido), mentre i componenti che hanno maggiore affinità con il liquido (idrofili) sedimentano sul fondo (dando formazione ad una miscela detta "torbida", avente densità maggiore rispetto al liquido).
Durante la flottazione è inoltre possibile aggiungere una particolare sostanza chimica, detta "agente flottante" (o "flocculante"), che si combina selettivamente con alcuni componenti solidi o liquidi per dare origine alla schiuma.

## Tipi operativi
Esistono diversi tipi di flottazione, ed in particolare:
- flottazione naturale (o per gravità)
- flottazione ad aria o gas disciolti (dissolved air flotation e dissolved gas flotation)
- flottazione indotta (induced gas flotation)
- flottazione con schiuma (froth flotation).[2]

### Flottazione naturale
Si usa quando le particelle in sospensione hanno peso specifico minore di quello dell'acqua, per cui non è necessario introdurre sostanze flocculanti. Un "coltello" (o "raschiatore") provvede ad allontanare i solidi (o i liquidi idrofobi) dalla superficie.

### Flottazione ad aria o gas disciolti

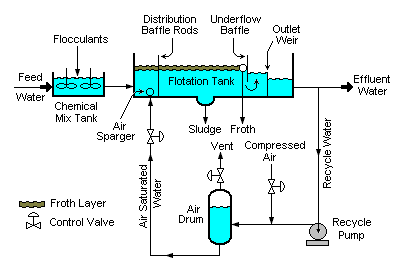
Schema di funzionamento di una unità DAF.

La dissolved air flotation (DAF) è un trattamento di chiarificazione delle acque per la rimozione dei solidi sospesi o idrocarburi. Il trattamento dissolve aria a pressione nell'acqua. Le bolle di aria risalendo trascinano con sé le particelle sospese, che rimangono in superficie sotto forma di schiuma. Questa viene successivamente allontanata dal pelo libero dell'acqua con l'ausilio di un "coltello" (skimmer).
Una parte dell'acqua trattata viene ricircolata, e rientra nel ciclo con l'aria, che quindi è a saturazione. Talvolta l'acqua da trattare viene addizionata con un flocculante, come ad esempio cloruro ferrico o solfato di alluminio.
Questo tipo di flottazione trova impiego nelle raffinerie, negli impianti petrolchimici, negli impianti chimici e negli impianti di processamento del gas naturale.
Negli impianti di trattamento degli idrocarburi si utilizza gas naturale al posto dell'aria, per evitare rischi di esplosioni; si parla in questo caso di dissolved gas flotation (DGF).

### Flottazione a gas indotto
Si differenzia dal caso precedente per la modalità con cui vengono prodotte le bolle di gas. Nella flottazione a gas indotto infatti si fa uso di un eiettore alimentato con liquido ricircolato, mentre nella flottazione ad aria o gas disciolti il gas viene saturato dal liquido in un recipiente a pressione elevata (air drum), e successivamente la pressione viene diminuita tramite una valvola di laminazione.
Un'altra configurazione per la realizzazione della flottazione a gas indotto è realizzata con una girante installata all'interno di uno statore verticale. La girante spinge il gas presente al di sopra del livello liquido all'interno dello statore, e lo forza a scendere lungo il tubo. Il gas attraversa la parte finale del tubo, dotata di lamelle e fori che assicurano la formazione di bolle di gas e la loro distribuzione nel liquido contenuto nella cella. Le bolle di gas così formate risalgono nel liquido, favorendo la risalita dell'olio e dei solidi sospesi contenuti nell'acqua.

### Flottazione con schiuma

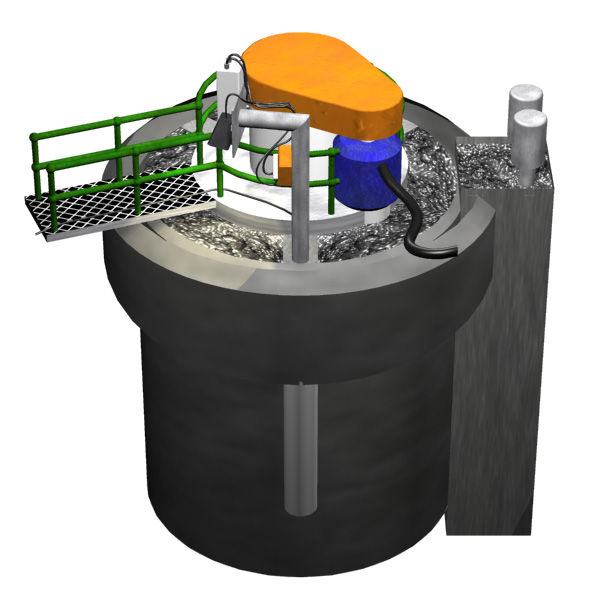
Schema di un'unità cilindrica per froth flotation.

La froth flotation viene impiegata nella lavorazione mineraria per la separazione dei minerali dalle loro ganghe, sfruttando la loro differenza di idrofobicità.
Al fine di aumentare ulteriormente la differenza di idrofobicità da minerale e ganghe, si usano dei tensioattivi.
Tra i minerali che vengono trattati con questa metodologia si annoverano: carbonati, fluorite, fosfati, ossidi, solfuri e anche oro metallico.
A seconda dei metodi con cui sono prodotte le bolle d'aria, la flottazione a schiuma si suddivide in:
- flottazione all'acido: le bolle vengono prodotte facendo reagire una soluzione diluita di acido solforico con dei solfuri metallici e loro ganghe;
- flottazione sottovuoto: la torbida da trattare viene portata a pressione minore di quella atmosferica, e in questo modo libera le bolle d'aria;
- flottazione pneumatica: l'aria viene prelevata dall'esterno e insufflata nella torbida;
- flottazione per agitazione: fa uso di strumenti meccanici per produrre e per trascinare le bolle d'aria;
- flottazione per agitazione e subaerazione: fa uso di un eiettore e di metodi meccanici.

## Applicazioni
Il processo di flottazione può essere usato per separare miscele solide, per separare una fase liquida da una fase solida o per aggiungere ad una fase solida altri componenti.
In particolare è utilizzata nell'industria mineraria (per separare la ganga dai minerali), nel trattamento delle acque reflue e nella chiarificazione dei succhi di frutta.